# Let’s Get Serious
Let’s Get Serious – szósty album solowy Jermaine’a Jacksona.

## Lista utworów
1. „Let’s Get Serious” (Stevie Wonder, Lee Garrett) – 8:05
2. „Where Are You Now” (Stevie Wonder, Renee Hardaway) – 3:53
3. „You Got To Hurry Girl” (Paul Jackson, Maureen Bailey) – 4:34
4. „We Can Put It Back Together” (Jermaine Jackson, Hazel G. Jackson, Maureen Bailey) – 5:05
5. „Burnin' Hot”  Jermaine Jackson, Jim Foelber, Phyllis Molinary) – 7:52
6. „You're Supposed To Keep Your Love For Me” (Stevie Wonder) – 5:35
7. „Feelin' Free” (Jermaine Jackson, Hazel G. Jackson, Maureen Bailey) – 7:38

## Single
- Let’s Get Serious – marzec 1980
- Burnin' Hot – lipiec 1980
- You're Supposed To Keep Your Love For Me – sierpień 1980